# (25018) Valbousquet
(25018) Valbousquet est un astéroïde de la ceinture principale.

## Description
(25018) Valbousquet est un astéroïde de la ceinture principale. Il fut découvert le 24 août 1998 à Caussols par le programme ODAS. Il présente une orbite caractérisée par un demi-grand axe de 2,57 UA, une excentricité de 0,12 et une inclinaison de 6,8° par rapport à l'écliptique.

## Compléments